# Trochoidea cumiae
Trochoidea cumiae is een slakkensoort uit de familie van de Hygromiidae. De soort is endemisch in Italië.
Trochoidea cumiae werd voor het eerst wetenschappelijk beschreven als Helix cumiae door Calcara (1847).